# Cherno Barra Touray
Cherno Barra Touray (* 25. Oktober 1944 (nach anderer Quelle um 1947) in Kau-ur (nach anderer Quelle in Ballangharr)) ist ein gambischer Pädagoge, Fußballspieler, Fußballtrainer, Verwaltungsbeamter und Diplomat.

## Leben
Touray besuchte von 1952 bis 1956 die Kaur School, von 1957 bis 1961 die Armitage High School und dann von 1962 bis 1964 das Teachers Training College in Yundum. Er erhielt ein Stipendium für ein Diplomstudium in Sportpädagogik und Sportverwaltung  an der University of Leeds, England und das City of Leeds und Carnegie College, die er von 1968 bis 1969 besuchte und dort ein Diplom als Sportlehrer erwarb. Sportlich war er in Sportarten wie Leichtathletik, Basketball, Fußball, Handball und Volleyball tätig und hatte diesen Sportarten Gambia international vertreten. Er war in den 1950er Jahren während der Kolonialherrschaft Mitglied der ersten Gambischen Fußballnationalmannschaft, eigentlich war er 1956 für das Länderspiel gegen die Mannschaft aus Sierra Leone  vorgesehen, erhielt aber vom Jugend- und Sportministerium keine Erlaubnis zur Reise.
In der Zeit auf dem Yundum College spielte er dort aktiv mit in deren Fußballmannschaft. Auch in der U23-Fußballnationalmannschaft, spielte zusammen er mit Momodou „Biri Briri“ Njie gegen die Mannschaft aus Guinea-Bissau und besiegten sie mit 5:0. Danach stieg er in die A-Nationalmannschaft auf. Mit dem Ausscheiden aus dem College trat er 1964 dem White Phantoms Football Club bei. Dort wurde er nach einem Jahr zum Mannschaftskapitän gewählt und spielte zusammen mit Ebou Taal  und Ousman Sillah und gewannen gegen den Arrants Football Club den GFA-Cup. Touray erzielte in der 88. Minute den Siegestreffer.
An der Junior Secondary School war Touray als Lehrer von 1964 bis 1968 tätig und war dort von 1969 bis 1974 Schulleiter. 1974 wurde er zum Sportreferenten  ernannt. Er diente von 1972 bis 1978 als Präsident der Gambia Secondary Schools' Sports Association und ist Mitglied im Cross Road Africa. Er unter anderem Mitbegründer und ehemaliger Trainer des 1967 gegründeten Fußballvereins Real de Banjul. Touray war auch  als Lehrer und Sporttrainer an der Crab Island School in Banjul tätig, wo er viele große Talente hervorbrachte, die sich später einen Namen machten. Später wurde er Direktor der Technischen Kommission  der Gambia Football Association (GFA). Unter seiner Amtszeit triumphierte Ende der 1970er Jahre die Nationalmannschaft Gambias. Ihm wird auch die Einführung der U-23- und U-17-Kader  im gambischen Fußball zugeschrieben. Als Trainer der Fußballnationalmannschaft war er von 1975 bis 1978 verpflichtet.
Touray blieb Juli 1994 Schulleiter und schlug dann nach dem Putsch von Yahya Jammeh eine neue Laufbahn ein und wurde um 1994  zum Divisional Commissioner (heutige Bezeichnung: Gouverneur) der gambischen Central River Division (CRD) ernannt. Im August 2001 gab es Verwirrung, da Touray zunächst von seinem Amt enthoben und dann wieder eingesetzt wurde. Die Wiedereinsetzung wurden durch öffentliche Proteste begleitet, er wurde im September 2001 von Almamy Touray abgelöst.
Danach, ab mindestens 2007, war Touray als gambischer Botschafter nach Guinea-Bissau akkreditiert. Im Oktober 2007 wurde seine Entlassung gemeldet, die wahrscheinlich auf einem Gerücht basierte. Im Mai 2010 wurde er von Mass Axi Gai abgelöst. Um Mitte Mai 2012 war er im Vorstand im National Youth Service Scheme (NYSS) der Vorsitzende  des Basse Area Council und der Koordinator der regionalen Jugend- und Sportorganisationen. Ab Mitte 2012  bis Juni 2014 war er als gambischer Botschafter bzw. als Hochkommissar in Sierra Leone tätig und wurde dann stellvertretender Gouverneur in der Upper River Region ernannt.
Vom Präsidenten der Republik, Adama Barrow, wurde Touray Ende Januar 2019 zum Vorsitzenden des Verwaltungsrats des Independence Stadium und des The Friendship Hotel ernannt (Independence Stadium and Friendship Hostel, ISFH). Auch ist er um 2019 Mitglied der Technischen Kommission  der Gambia Football Federation (GFF).

## Familie
Cherno Barra Touray ist seit 1970 mit Roheytou Jobe verheiratet, sie haben einen Sohn und eine Tochter.

## Auszeichnungen und Ehrungen
- Goldmedaille im Überlebensschwimmen, An der University of Leeds[1]
- Pokalgewinn der White Phantoms im GFA-Cup
- 2010: Herausragendste Sportpersönlichkeit des Jahres 2009 von der Gambia National Olympic Committee (GNOC)[3]